# 이탈리아 제국
이탈리아 식민 제국(이탈리아어: Impero coloniale italiano) 또는 1936년과 1941년 사이의 이탈리아 제국 (Impero italiano)은 19세기 아프리카에서 세워졌고 이탈리아 왕국의 식민지, 보호령, 조계지, 속령 등으로 구성되었다. 아프리카에서, 이탈리아 식민 제국은 오늘날 리비아, 에리트레아, 소말리아, 에티오피아 (마지막 세 곳은 공식적으로 아프리카 오리엔탈레 이탈리아나, AOI로 불림) 등 있었으며 아프리카 외, 이탈리아는 도데카네스 제도 (이탈리아-튀르크 전쟁 이후), 알바니아 (1917년-1920년, 1931년-1943년) 또한 중국 내 조계지 등을 보유했었다.
1922년 이후 독재자 베니토 무솔리니의 지도 하에 정권을 장악한 파시스트 정권 이탈리아 제국의 규모를 늘리려 했고 또한 이탈리아 민족통일주의자들의 요구를 만족시키려 했다. 체계적인 '인구 통계학적 식민화'가 정부에 의해 추구되었고, 1939년경, 이탈리아 정착자들은 이탈리아령 리비아에서는 120,000명–150,000 이탈리아령 동아프리카에서는 165,000명에 이르렀다.
제2차 세계대전 기간, 이탈리아는 1940년 나치 독일과 동맹을 맺고 영국령 소말리아, 서부 이집트, 유고슬라비아의 상당 영토, 튀니지, 프랑스 동남부 일부, 그리스의 영토 대부분을 점령했으나, 1943년경부터 침공해오는 연합군에 이 점령지들과 이탈리아령 식민지 등을 상실하고 만다. 1947년에 이탈리아는 공식적으로 옛 식민지들에 대한 권리를 포기했다. 1950년 당시 영국 행정 당국 하에 있던 과거 이탈리아령 소말리아가 1960년에 독립이 될 때까지 소말리아 신탁통치령으로 있었다.

## 역사

### 배경과 통일 이전 시대
이탈리아의 제국주의는 고대 로마 때로 거슬러 올라가며, '마레 노스트룸' ('우리 바다', 지중해를 가리킴)이라는 로마 시대의 관념은 오래전부터 이탈리아 제국주의, 특히나 파시스트 시대 제국주의의 기반이 되었다. 중세 및 근세 기간, 베네치아 공화국, 제노바 공화국 등은 각각 베네치아 제국 및 제노바 제국으로 알려진 지중해의 식민지들을 지배했다. 15세기와 16세기 사이, 이탈리아의 탐험가들은 아메리카 대륙의 유럽 식민지들에 대한 식민지 사업에 기여를 했으며 제노바 출신의 크리스토퍼 콜럼버스는 스페인에서, 피렌체 출신의 아메리고 베스푸치는 포르투갈에서, 베네치아 출신의 캐벗 형제는 잉글랜드에서, 피렌체 출신의 조반니 다 베라차노는 프랑스에서 활동했다. 하지만, 르네상스 시기 유럽 식민 세력 간의 결정권자 역할을 했었던 대표적인 교황을 제외하면, 그 어떠한 이탈리아 세력권이 아메리카 대륙 쟁탈전에서 활발한 역할을 한 바가 없었다. 대양으로 자유로운 접근을 할 수 없던 국제 해역의 중심부에 위치한 이탈리아의 지리적 위치는 온전한 지중해 정책에 기여했다. 토스카나 대공 페르디난도 1세는  잉글랜드인 선장 로버트 손턴의 지휘하의 1608년 브라질 북부 및 아마존강 탐험을 위한 탐험대를 조직하며, 오늘날 프랑스령 기아나에 아메리카 대륙 내 식민지를 만들려는 이탈리아의 유일한 시도를 하였다. 그런데 1609년 예비 탐험을 하고 돌아오던 중에 손턴은 페르디난도 1세 사망 소식을 알게 되었고 그의 후임자인 코시모 2세는 이 계획에 관심이 없었다. 1651년, 이탈리아의 귀족이자 몰타의 구호기사단 (당시 시칠리아 왕국의 종속국)의 단장이던 조반니 파올로 라스카리스는 세인트키츠, 생마르탱, 생바르텔레미, 세인트크로이섬 등 카리브해의 섬 네 곳을 보유하고 있었으며, 이 네 개 섬은 1651년부터 1665년까지 식민지이었다. 대양에서 식민지를 건설하려던 시도는 더 이상 없었으며, 1797년에 베네치아와 제노바의 지중해 영토도 상실되고 말았다.

### 식민지 쟁탈전

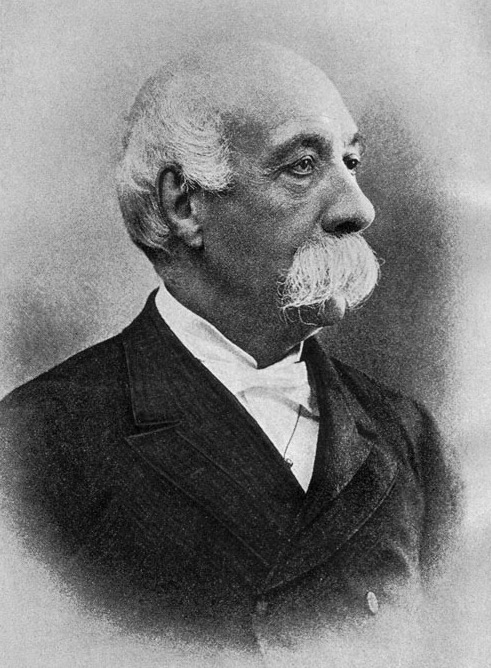
1800년대 말 아프리카 내 이탈리아 제국주의를 주장한 프란체스코 크리스피

19세기 말 하나의 민족 국가로 통일되자, 이탈리아는 유럽의 식민지 팽창이라는 새로운 시대에서 다른 유럽 국가들과 경쟁하려 했고, 지중해와 아직은 식민지화가 이뤄지지는 않았으나 대양으로 나아가는 입구인 아프리카의 뿔에 대한 관심을 보였다. 이탈리아는 식민지 쟁탈전에 뒤늦게 뛰어들었고 국제 관계에 있어서 상대적 약소국인 '강대국의 최소'라는 이탈리아의 지위는 제국 건설에 있어 영국, 프랑스, 독일의 승인에 의존해야함을 의미했다. 이탈리아는 대규모 이탈리아계 튀니지인 공동체가 있던 오스만령 튀니지를 자국의 경제권 영향력 하에 있다고 오랜 기간 여겼다. I879년까지 튀니지를 합병할 것을 고려하지 않다가 영국과 독일 등이 프랑스가 이곳을 북아프리카 식민지에 추가시키라 부추면서 분명해졌다. 튀니지를 두 국가가 공유하자고 한 이탈리아의 마지막 제안이 거부되었고, 독일의 지원 하에 자신감에 있던 프랑스는 바르도 조약에 따라 1881년 5월 튀니지를 보호령으로 만들기 위해 프랑스령 알제리에 있던 군대에 명령을 내렸다. 이탈리아 측 언론에서 언급된 '튀니지 모욕'의 충격과, 유럽 내 이탈리아의 고립감은 1882년 독일 및 오스트리아-헝가리 등과의 삼국 동맹 체결로 이어졌다.

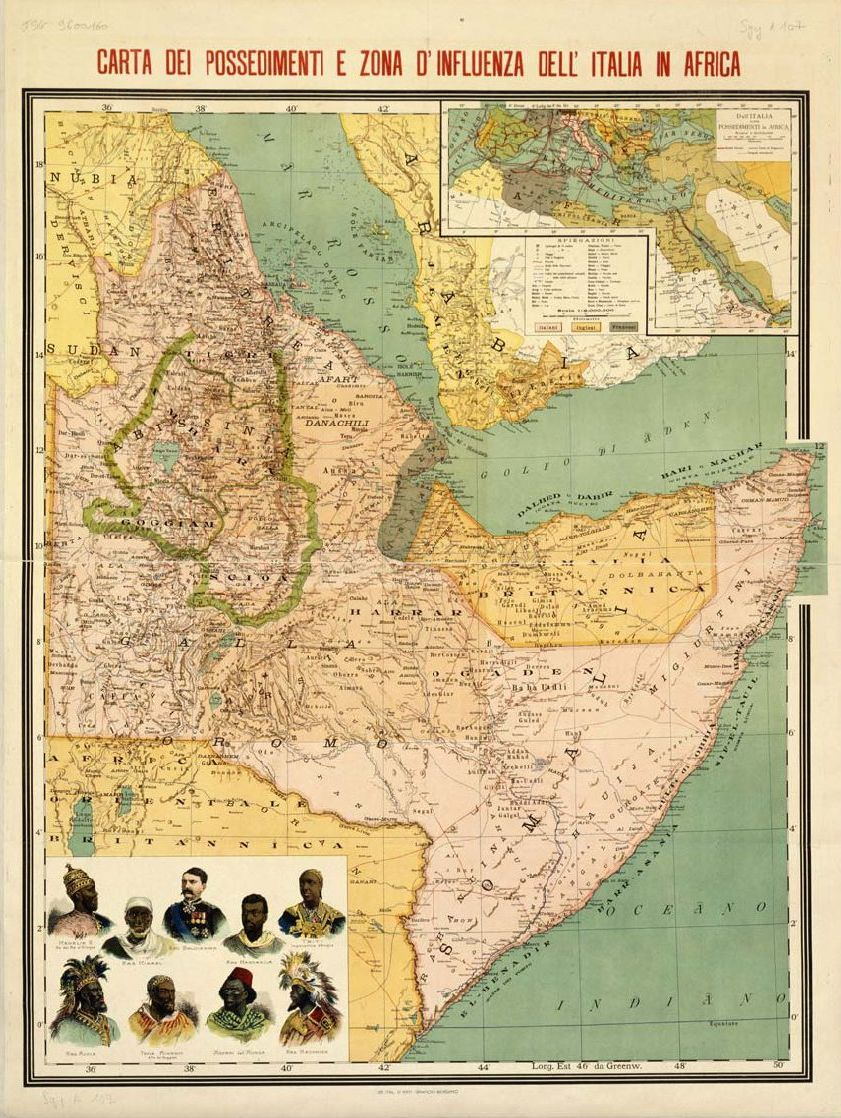
1896년 아프리카의 뿔 지역 내 이탈리아 영토 및 영향권

1864년과 1865년에 덴마크의 니코바르 제도를 구입하려는 시도가 이뤄진 가운데, 이탈리아 식민 제국의 기원은 수에즈 운하가 개통되던 당시 석탄 보급항을 건설하려던 이탈리아 항만사가 홍해의 아사브만을 1869년을 구입하는 데 있었다. 아사브만은 1882년에 이탈리아 정부가 인수하였고, 근대 이탈리아의 최초의 해외 영토가 되었다.
이탈리아의 식민지 추구는 1885년 2월까지 이어졌다가, 영국과 비밀 협약을 맺고, 무너져가던 이집트 제국으로부터 홍해에 있는 에리트레아의 마사와를 합병하였다. 이탈리아의 마사와 합병은 요한네스 4세의 에티오피아 제국에 있어 바다로 나가는 출구를 막아버리게 했다. 동시에, 이탈리아는 아프리카의 뿔 남쪽 지역을 점령하여, 이탈리아령 소말리아가 될 해외 영토를 확보했다. 그렇지만, 이탈리아는 에티오피아 그 자체를 탐냈고, 1887년에, 이탈리아 수상 아고스티노 데프레티스는 에리트레아 전쟁으로 이어진 침공 명령을 내렸다. 이 침공은 도갈리 전투에서 이탈리아군 500명을 잃은 뒤 중단되었다. 데프레티스의 후임자, 프란체스코 크리스피 총리는 신임 황제인 메넬리크 2세와 1889년에 우치알리 조약을 체결했다. 이 조약은 마사와 인근 에티오피아 영토를 이탈리아령 에리트레아 형성을 위해 이탈리아에 양도하고, 최소한 이탈리아식 강화 조약에 따라 에티오피아를 이탈리아의 보호령으로 삼는 것이었다. 이탈리아와 메넬리크 간의 관계는 크리스피가 명령을 내린 1895년에 발발한 제1차 이탈리아-에티오피아 전쟁 때까지 수 년을 걸쳐 악화되었다. 수는 많았지만 보급이 형편이 없어, 이 결과는 1896년 아드와 전투에서 에티오피아 군대에 이탈리아군이 결정적 패배를 당했다. 이탈리아 측은 사망자가 6,889명이었고, 이 중에는 이탈리아인 4,133명이 포함했다. 에티오피아 측은 최소한 사망자 4,000명에 부상자가 10,000명에 이르렀다.

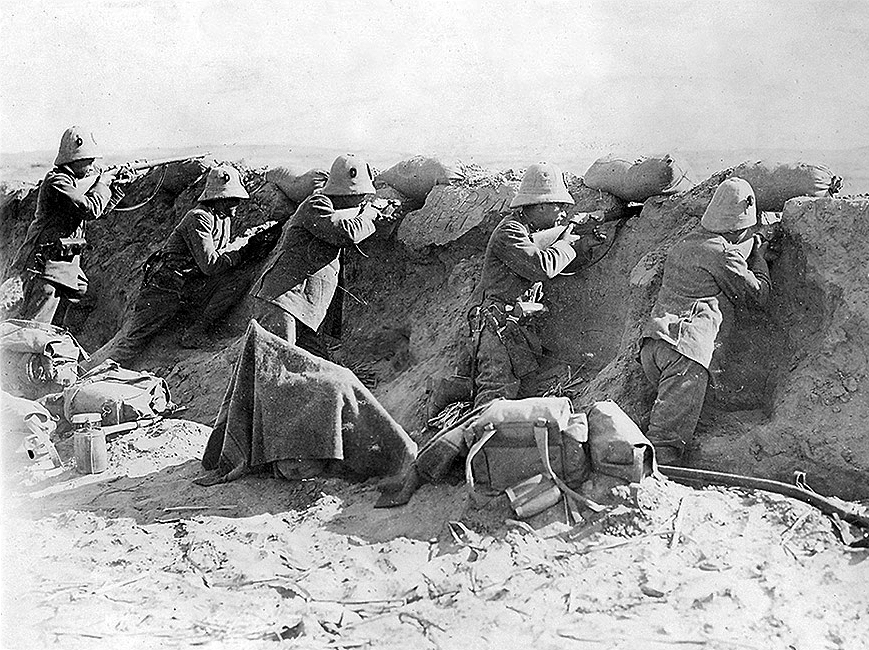
1911년 이탈리아-튀르크 전쟁 당시 이탈리아군.

이탈리아는 또한 마흐디 전쟁에 참전하여, 1890년 이래로 세로베티 전투 및 제1차 아고르닷 전투에서 마흐디 군대를 격파시켜냈다. 1893년 12월, 이탈리아 식민 당국 군대와 마흐디 세력이 제2차 아고르닷 전투에서 재격돌하였으며, 아흐메드 알리는 수단 동부에서 이탈리아 군대를 상대로 원정에 나섰고, 아리몬디 대령이 이끄는 이탈리아군 및 에리트레아 아스카리 병력 2,400명에 맞서 카살라 지역에서 약 1만에서 1만 2,000명을 동원했다. 이탈리아군은 다시 승전을 거뒀고, 전투의 결과는 '수단의 혁명군에 대해 유럽 세력이 얻은 첫 결정적 승리'가 되었다. 1년 뒤, 이탈리아 식민 당국 군대는 카살라 전투에서 승전을 거두고 카살라를 차지하였으며, 이탈리아는 3년 뒤 전쟁이 종전되고 카살라를 영국에 반환했다.
1898년, 그 해 초 중국 내 독일, 러시아, 영국, 프랑스 등의 조차지 획득 여파로, 이탈리아 정부는 국위의 문제이자 이탈리아의 강대국 지위를 확고히 하고자, 석탄 보급항으로 쓸 싼먼현 조계를 요구했다. 이탈리아가 자신들의 요구를 뒤받침 할 아시아 수역 내 충분한 해상력을 지니지 않다는 걸 알던, 청나라 정부는 이탈리아가 중국 내 실질적인 정치적 또는 경제적 이해관계가 없다고 주장하며 이탈리아의 최후 통첩 및 모든 그 이후의 요구들을 거부했다. 이에 대해 이탈리아 주요 신문사가 이탈리아를 '3류 또는 4류급의 나라'로 보이게 했다고 평가한 이 국가적 굴욕은 이탈리아 정부의 붕괴를 초래했다. 이는 이탈리아가 다음 해 일어난 의화단 운동 때 베이징에 대한 국제 연합군에 참가하게끔 했으며, 아시아 내 이탈리아 제국주의의 유일한 예시인 1901년의 티안진 조계 획득이라는 결과로 이어졌다. 해당 조계지는 텐진 내 이탈리아 총독이 관할하였다.

1912년 이탈리아령 리비아

20세기로 전환될 때 이탈리아를 휩쓴 민족주의 물결은 이탈리아 제국의 팽창을 주장한 이탈리아 민족주의 협회 창단으로 이어졌다. 신문사들은 지난 세기 말 에티오피아에서 겪은 굴욕을 갚자는 이야기와 로마 시대의 추억 이야기로 채워졌다.
옛 로마의 식민지이던 리비아를 남부 이탈리아의 인구 성장 문제에 대한 해결을 위해 '되돌려 받아야 한다' 고 주장되었다. 영국과 프랑스 등에 의해 북아프리카에서 완전히 배제당할 것을 우려와 대중들을 고려하여 조반니 졸리티 수상은 리비아를 영토의 일부로 두고 있던 오스만 제국에 1911년 선전포고를 하였다.
이탈리아-튀르크 전쟁의 결과로, 이탈리아는 리비아와 도데카니사 제도를 오스만 제국으로부터 획득했다.
1912년 리비아 사막 전쟁은 군사 역사상 무장된 전투 차량이 최초로 사용되었고 최초로 전쟁에서 공군 전력이 상당수 동원됐다.

### 제1차 세계대전과 이후

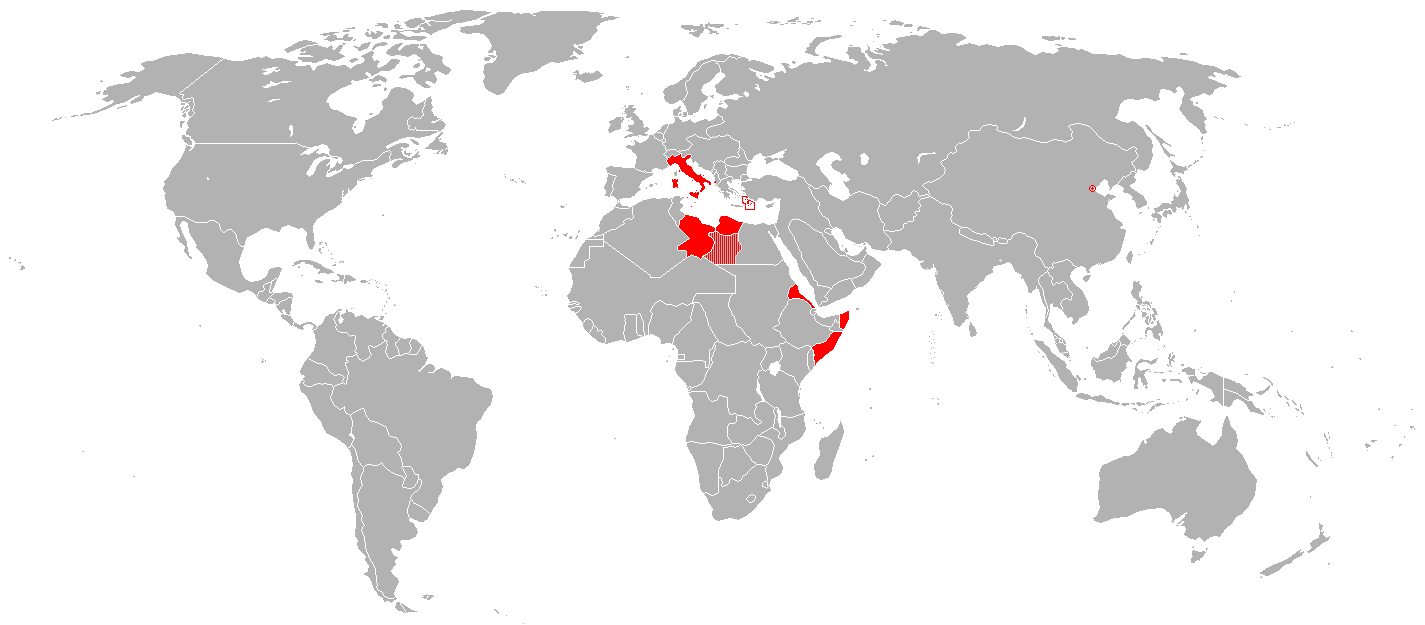
1914년 이탈리아와 식민지.

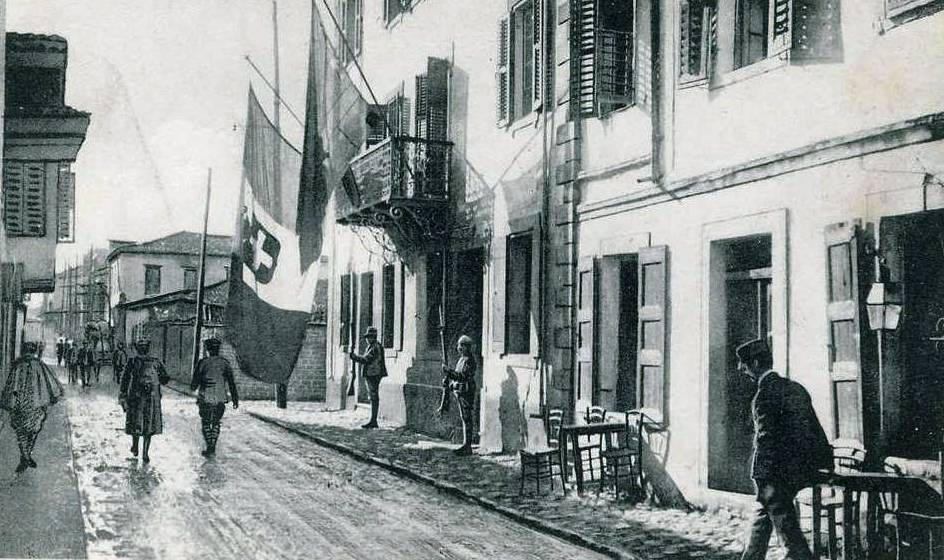
제1차 세계대전 기간 알바니아 블로러에 있던 이탈리아 현청 발코니에 알바니아 국기와 함께 걸린 이탈리아 국기

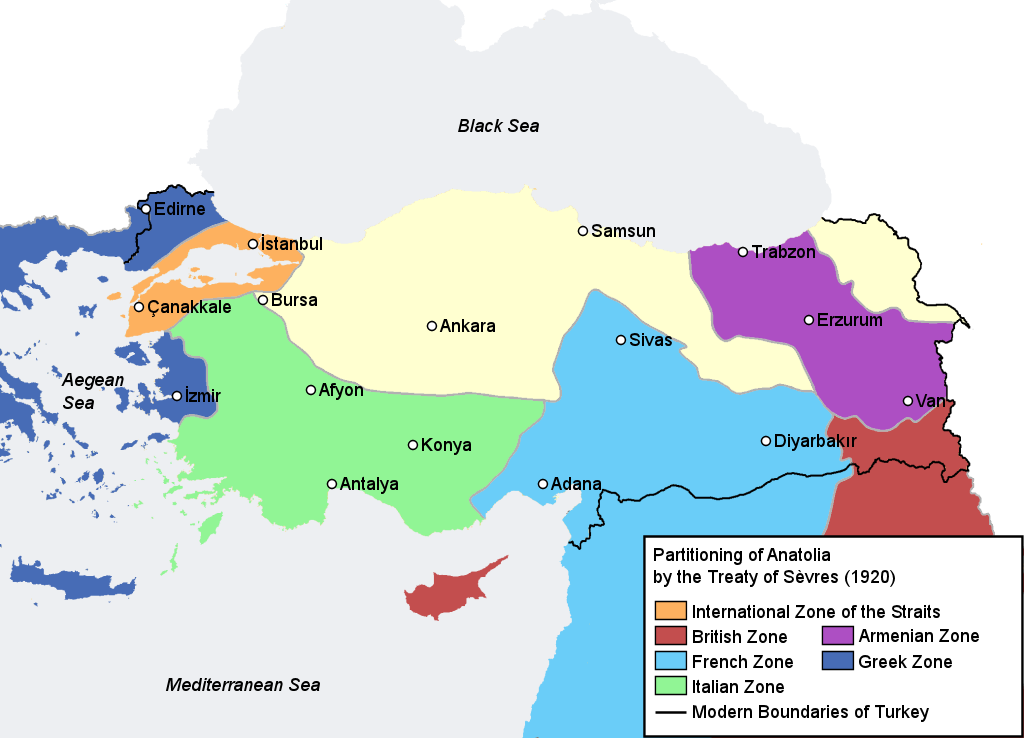
1919년 세브르 조약에 따른 터키 분할. 옅은 녹색으로 표시된 지역이 이탈리아의 영향권으로 할당된 아나톨리아 지역이다. 세브르 조약은 터키 측이 아나톨리아 전역을 회복하면서 1923년 로잔 조약으로 무효화 되었다.

1914년에 이탈리아는 중립을 유지하였고 제1차 세계대전 기간 동맹국인 독일에 합류하지 않았다. 연합국은 약조를 하며 1915년에 이탈리아를 합류시켜 냈는데, 오스트리아와 오스만의 영토 점령지를 약조한 것이었다.
제1차 세계대전 직접적인 개입 이전에, 이탈리아는 1914년 12월 알바니아의 항구 블로러를 점령하였다. 1916년 가을, 이탈리아는 알바니아 남부를 점령하기 시작했다. 1916년, 이탈리아 군대는 자신들과 함께 할 알바니아 비정규군을 징병하였다. 연합군의 지휘 허락을 받은 이탈리아는 1916년 8월 23일 북이피로스를 점거하며, 그곳에 있던 중립 측 그리스 군대의 철수를 이끌어 냈다. 1917년 6월, 이탈리아는 알바니아 남부와 중부를 이탈리아의 보호령으로 선포하고 동시에 알바니아 북부는 세르비아 및 몬테네그로 등에 할양하였다. 1918년 10월 31일경, 프랑스와 이탈리아 군대는 알바니아에서 오스트리아-헝가리 군대를 몰아냈다. 하지만, 1920년에 일어난 알바니아인의 봉기는 이탈리아 측이 사잔섬을 제외한, 점령한 지역을 알바니아 측에 반환하게 하였다.
달마티아는 제1차 세계대전 기간 전략적 지역으로 이탈리아와 세르비아 양측 모두 오스트리아 헝가리에서 차지하려 했다. 런던 조약은 이탈리아가 연합 측에 참여하는 대가로 달마티아의 상당 영역을 합병할 권리를 이탈리아에 약속했다. 1918년 11월 5-6일부터, 이탈리아 군대는 리사, 라고스타, 세베니코 등 그 외의 달마티아 해안 지역에 도달했다고 전해진다. 1918년 11월 적대 행위가 끝나갈 무렵, 이탈리아 군대는 런던 조약으로 이탈리아가 약조받은 달마티아의 전체 통제권을 차지했었고 11월 17일경에는 피우메 또한 차지하였다. 1918년, 엔리코 밀로 제독은 스스로 이탈리아의 달마티아 총독이라 선포했다. 유명 이탈리아 민족주의자 가브리엘레 단눈치오는 달마티아 점령을 지지하였고, 1918년 12월에는 이탈리아 전함을 타고 차라 (오늘날 자다르)에 가기도 했다.
1919년에 베르사유 조약을 체결하면서, 이탈리아는 약조받은 것보다 유럽내 영토를 적게 받았고 프랑스와 영국 간의 독일의 식민지 분할을 하던 1919년 5월 7일에 체결된 식민지 보상 약조를 제외하면 해외 위임 통치권은 전혀 얻지 못했다. 과거의 약조를 만족시키기 위해, 프랑스와 영국은 1919년부터 1935년까지 리비아(쿠프라, 사라, 기라부브, 아오주 지구, 사하라의 그 외 도서들), 소말리아 (주바랜드), 도데카네스(카스텔로리조), 에리트레아 (라헤이타, 하니쉬 제도) 등을 확장시킨 다수의 영토를 직접적 혹은 간접적으로 이탈리아에 넘겨주었다. 1920년 4월, 영국과 이탈리아의 외무부 장관은 주바랜드가 영국이 이탈리아에게 전한 첫 보상이 될 것이라는 것에 동의했으나, 런던에서는 이탈리아가 도데카네스를 그리스에 반환하도록 할 수단으로 쓰기 위해 몇 년간 거래를 끌었다.

### 파시즘과 이탈리아 제국

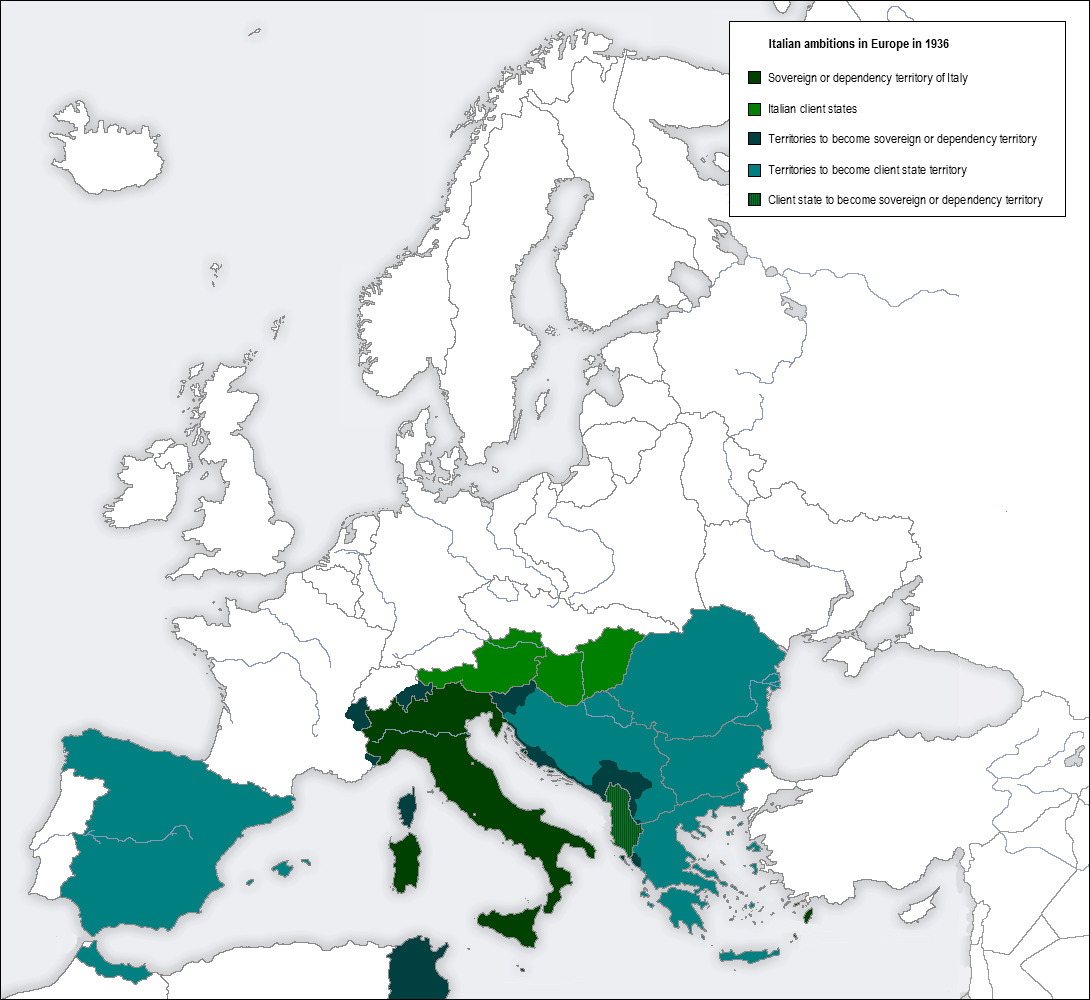
1936년 파시즘 이탈리아의 유럽 야심.
Legend:
이탈리아 본국 및 예속 영토
종속국
병합 주장 지역
종속국으로 전환될 지역. 종속국이던 알바니아는 합병되어야 할 지역으로 여겨졌다.

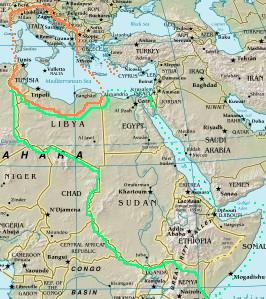
이탈리아가 제2차 세계대전에서 승전했을 것을 가정한 1940년 파시스트 계획에 따른 '대이탈리아'의 지도 (오렌지 색이 이탈리아 본국을 나타내고, 녹색이 확장된 이탈리아 제국의 경계를 나타낸다.

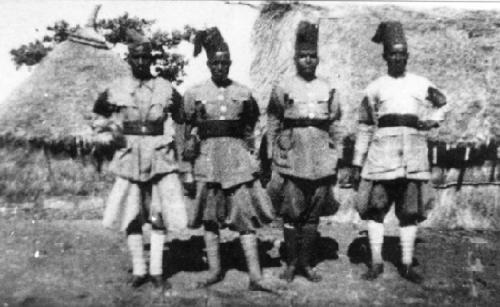
이탈리아령 소말리아의 잡티에

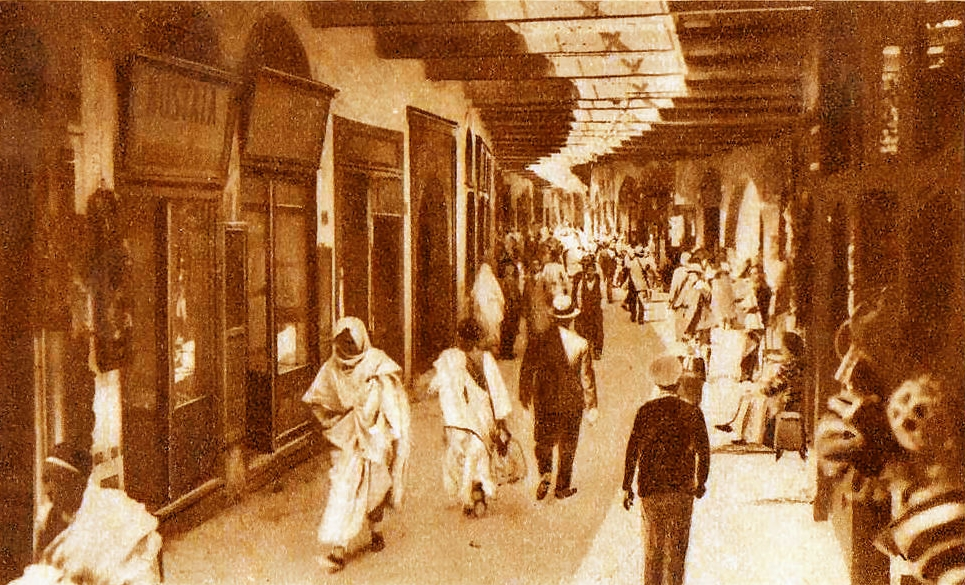
이탈리아령 트리폴리타니아 및 이후의 이탈리아령 리비아의 수도인 트리폴리 지역 이탈리아 정착민 및 토착 리비아인

1922년, 이탈리아 파시즘 운동의 지도자인 베니토 무솔리니가 총리이자 독재관이 되었다. 무솔리니는 영국에서 이라크의 일부에 대한 통치권을 얻어내려는 시도는 실패했지만, 오스만 제국의 후신인 터키에 보상을 하는 대가로 리비아와 도데카네스 제도에 대한 이탈리아의 지배권을 공식화한 1923년 로잔 조약에서 도데카네스 제도에 대한 주권 문제를 해결하였다.
조약 비준이 이뤄진 달에, 무솔리니는 코르푸 사건이 벌어지자 그리스 섬 코르푸 침공 명령을 내렸다. 이탈리아 언론은 코르푸가 수 백년간 베네치아 영토였다는 점을 언급하며, 이 행동을 지지하였다. 이 문제는 그리스에 의해 국제연맹에 상정되었으며, 연맹에서 무솔리니는 그리스로부터 배상을 받는 대가로 이탈리아 군대를 철수하라는 영국의 요청을 수용하다. 이 대립은 영국과 이탈리아가 1924년에 주바랜드 문제를 해결하도록 했고, 이를 통해 주바랜드는 이탈리아령 소말리아로 합병되었다.
1920년대 말, 이탈리아의 팽창은 무솔리니의 연설에서 점차 선호하는 주제가 되었다. 무솔리니의 목표 중에는 이탈리아가 프랑스 또는 영국에 도전하고 더 나아가 대서양과 인도양으로 나아갈 수 있도록 지중해의 지배적 세력이 되어야만 한다는 것이었다. 무솔리니는 이탈리아가 전세계의 대양에 명백한 접근권이 이탈리아는 국가 주권을 보장하기 위해 세계 대양과 항로에 대한 방해받지 않는 접근권을 필요로 한다고 주장했다 이는 그가 나중인 '대양으로의 전진'이라고 하는 1939년에 작성한 문서에서 상술되었고, 파시즘 대평의회의 회의 공식 기록물에도 포함되어 있다. 이 문서는 해양 지위가 나라의 독립성을 결정한다고 주장하는데, 드넓은 바다로 접근이 자유로운 나라가 독립적인 국가이었으며 반면 이 점이 결여된 국가들은 그렇지 못하였다고 하였다. 프랑스와 이탈리아의 승인이 없으면 내해의 접근권만을 지녔던 이탈리아는 '반독립적 국가'에 불과하며, '지중해의 죄수'라고 주장했다:
이 감옥의 장애물은 코르시카, 튀니지, 몰타, 키프로스이다. 이 감옥의 간수는 지브롤터와 수에즈이다. 코르시카는 이탈리아의 심장을 겨누는 권총이며, 시칠리아의 튀니지, 몰타, 키프로스는 지중해 동부와 서부에 있는 우리의 모든 위치에 대한 위협을 이루고 있다. 그리스, 터키, 이집트는 영국과 더불어 이미 쇠사슬을 이루고 있고 이탈리아의 정치적 군사적 포위를 마쳤다. 따라서 그리스, 터키, 이집트는 이탈리아의 팽창에 대한 치명적인 적으로 여겨야만 된다 ... 이탈리아 정책의 목표는, 알바니아를 제외한 유럽 대륙적 영토와 관련된 목적을 가질 수도, 가지지도 않으며, 무엇보다도 이 감옥의 창살을 부수는 데 있다. ... 장애물이 한번이라도 무너지게 된다면, 이탈리아의 정책은 대양으로의 전진이라는 오직 단 하나의 모토만을 지니게 될 것이다.— 베니토 무솔리니, 대양으로의 전진

발칸반도에서, 파시스트 정권은 과거 로마의 지배 지역이었다는 점을 근거로 달마티아를 차지했고 알바니아, 슬로베니아, 크로아티아, 보스니아 헤르체고비나, 바르다르 마케도니아, 그리스 등에 대한 야망을 가졌다. 달마티아와 슬로베니아는 즉시 이탈리아로 합병되었고 발칸반도 나머지는 이탈리아의 종속국으로 바뀌었다. 또한 파시스트 정권은 오스트리아, 헝가리, 유고슬라비아, 루마니아, 불가리아 등과 보호적 후원국이자 종속 관계를 성립하려고 하였다.
1932년과 1935년에 이탈리아는 프랑스 측에 독일에 맞서 이탈리아가 지원하는 대가로(스트레사 전선 참조), 과거 독일령 카메룬인 위임통치령과 에티오피아에 대한 자유로운 행동권을 요구했다. 이 요구는 독일의 재기에 대한 전망을 깊게 우려하지 않았던 프랑스 총리 에두아르 에리오는 거절하였다.
1935–36년 이탈리아의 제2차 에티오피아 침공 당시, 이탈리아는 성공을 거두며 옛 동아프리카 식민지들을 새롭게 획득한 정복지와 합쳐 이탈리아령 동아프리카(이탈리아어: Africa Orientale Italiana)를 형성했다. 1936년 5월 9일 무솔리니는 비토리오 에마누엘레 3세를 에티오피아의 황제로 한, 동아프리카의 이탈리아 제국 ("l'Impero")의 성립을 선포했다. 1939년, 이탈리아는 알바니아를 침공하여 파시스트 영토로 합병시켜냈다. 제2차 세계 대전 (1939년–1945년) 기간, 이탈리아는 영국령 소말리아, 프랑스 동남부, 이집트 서부, 그리스의 대부분을 점령했으나, 1943년경 침입해오는 연합군에 이 점령지들과, 에티오피아를 포함한 아프리카 식민지 등을 상실하였다. 이탈리아는 파리 강화 조약에서 이탈리아의 모든 식민지들에 대한 통치권을 포기해야만 했다. 1950년 국제 연합의 감독 하에 옛 이탈리아령 소말리아를 관리할 신탁통치 권한을 부여받았다. 소말리아가 1960년에 독립을 하게 되면서, 이탈리아는 80년에 걸친 식민주의 통치 실험을 마쳤다.
제2차 이탈리아-에티오피아 전쟁에서 이탈리아는 4,359명이 전쟁 중에 사망했는데 그 중에 이탈리아군 2,313명, 에리트레아군 1,086명, 소말리아 및 리비아군 507명, 이탈리아 노동자 453명이 전사했다. 에티오피아 군인 및 민간인 사망자 중 다수가 이탈리아군의 폭격 및 겨자탄으로 사망했으며, 그 수는 많으면 275,000명에 이른다.

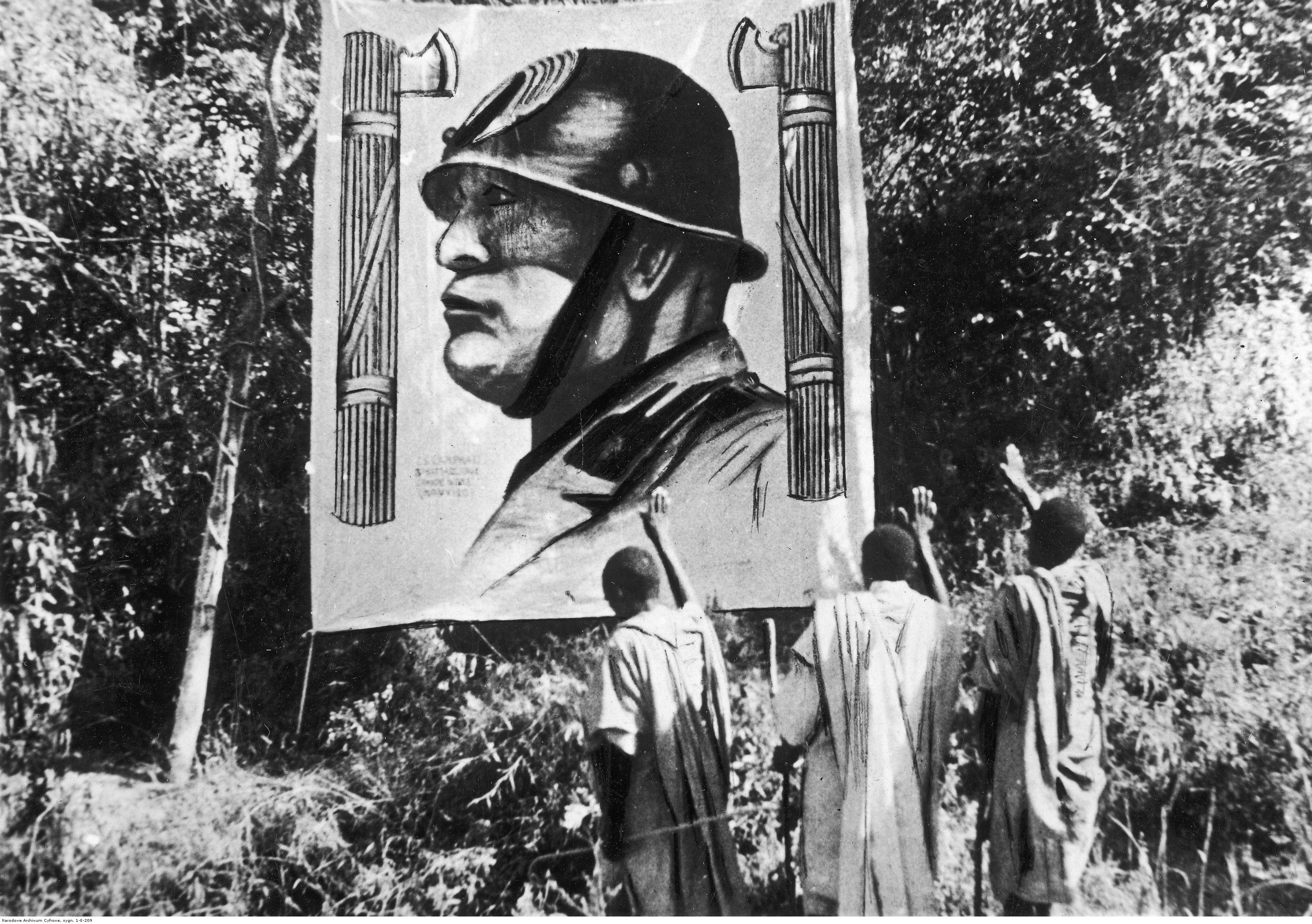
1935년 메켈레의 무솔리니의 묘사물에 대한 에티오피아인들의 경례.

1936년 7월, 스페인 내전기 국민파의 프란치스코 프랑코는 집권 중인 공화파에 맞서 이탈리아의 지원을 요청하였고, 이탈리아가 국민파를 지원할 경우 "향후 관계가 친선 관계 이상이 될 것"이고, 이탈리아는 "향후 스페인 정치에 있어 로마의 영향력이 베를린의 영향력을 압도할 것"이라고 보장했다. 이탈리아는 발레아레스 제도를 점령하고 스페인에 종속국을 만들기 위한 의도로 내전에 개입했다. 이탈리아는 발레아레스의 전략적 위치로 인해 발레아레스의 통제권을 차지하려 했는데, 이탈리아는 이 섬을 프랑스, 프랑스의 북아프리카 식민지 및 영국의 지브롤터, 몰타 간의 연락 선을 방해하기 위한 거점으로 사용할 수가 있었다. 내전에서 프랑코와 국민파가 승리를 거둔 뒤, 이탈리아는 프랑코에게 이탈리아의 발레아레스 제도 점령을 허용하라 압박했으나 그는 그리하지 않았다.

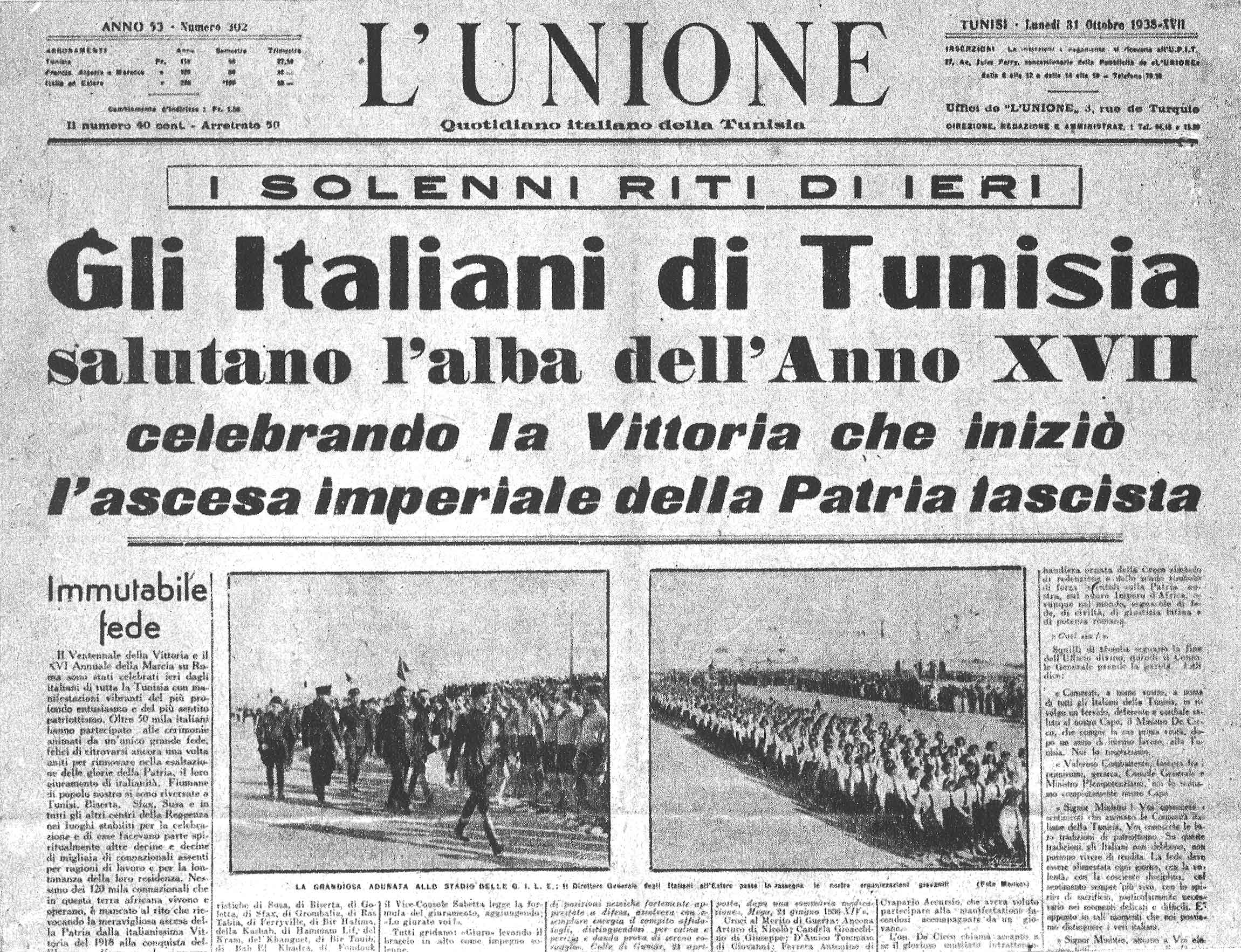
프랑스령 튀니지에 거주하는 이탈리아인들을 대변하는 1938년 10월 튀니지의 이탈리아어 문

1938년에 영국과 이탈리아 간의 부활절 합의가 체결된 뒤, 무솔리니와 외무부장관 차노는 프랑스 측에 특히 지부티, 튀니지, 프랑스가 운영하는 수에즈 운하 등 지중해 지역의 조계 요구를 공표했다. 3주 뒤에, 무솔리니는 차노에게 자신은 이탈리아를 위해 알바니아에 대한 이탈리아의 탈취를 요구할 의도가 있다고 밝혔다. 무솔리니는 이탈리아가 아프리카에서 대서양부터 인도양까지 이어지는 연속된 식민지를 확보하고, 그곳에 천만 명의 이탈리아인이 정착했을 때만 비로소 "숨을 편히 쉴 수 있을 것"이라고 주장했다. 1938년, 이탈리아는 이집트의 수에즈 운하에 대한 영향권을 요구했는데, 그 중에서도 특히 프랑스가 지배하던 수에즈 운하회사가 이사회에 이탈리아 대표인을 받아들일 것을 요구했다. 이탈리아는 수에즈 운하에 대한 프랑스의 독점을 반대했는데 프랑스가 통제하는 수에즈 운하회사 운영 하에서 이탈리아령 동아프리카에 대한 모든 이탈리아 선박들의 운항이 운하를 들어갈 때 통행료를 지불해야 했기 때문이었다.
1939년, 이탈리아는 알바니아를 침공하여 점령했고 이탈리아 왕가와의 동군연합의 형태를 띠는 보호령이자 별도의 왕국으로서 이탈리아 제국의 일부로 만들었다. 오늘날 알바니아 지역은 로마 제국의 초기 영토였으나, 이탈리아 북부를 로마인들이 차지하기 이전에도 갖고 있었던 곳이었지만, 알바니아인들이 이 지역에 오랜 기간 거주하였으며, 심지어는 이탈리아가 알바니아의 지도층과 강한 유대 관계를 갖고 있었고 세력권 내에 속한다고 확실하게 여겼다. 무솔리니는 단순히 독일의 오스트리아와 체코슬로바키아 흡수에 걸맞게 작은 이웃 국가에 대한 화려한 성공을 원했을 가능성이 있다. 이탈리아 국왕 비토리오 에마누엘레 3세는 알바니아 왕위를 차지하였고, 셰프체트 버를라치 하의 파시즘 정권은 알바니아에 대한 지배권을 성립하였다.

### 제2차 세계대전

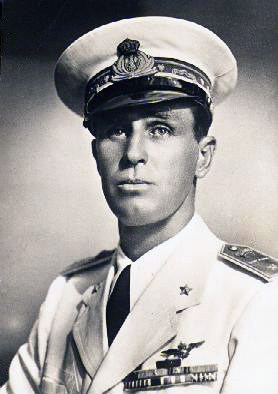
암바 알라기 전투에서 이탈리아 병력을 이끈 사보이아아오스타의 아메데오 대공.

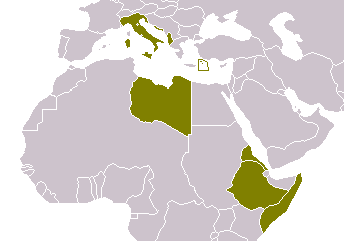
1940년 이탈리아와 식민지.

무솔리니는 1940년 6월 제2차 세계대전에 이탈리아의 영토를 확장시킬 계획과 함께 아돌프 히틀러와 같은 편으로 참전했다. 그는 유고슬라비아 서부, 프랑스 남부, 코르시카, 몰타, 튀니지, 알제리 일부, 모로코의 대서양 항구, 프랑스령 소말리아, 영국의 이집트 및 수단을 목표로 했었다.

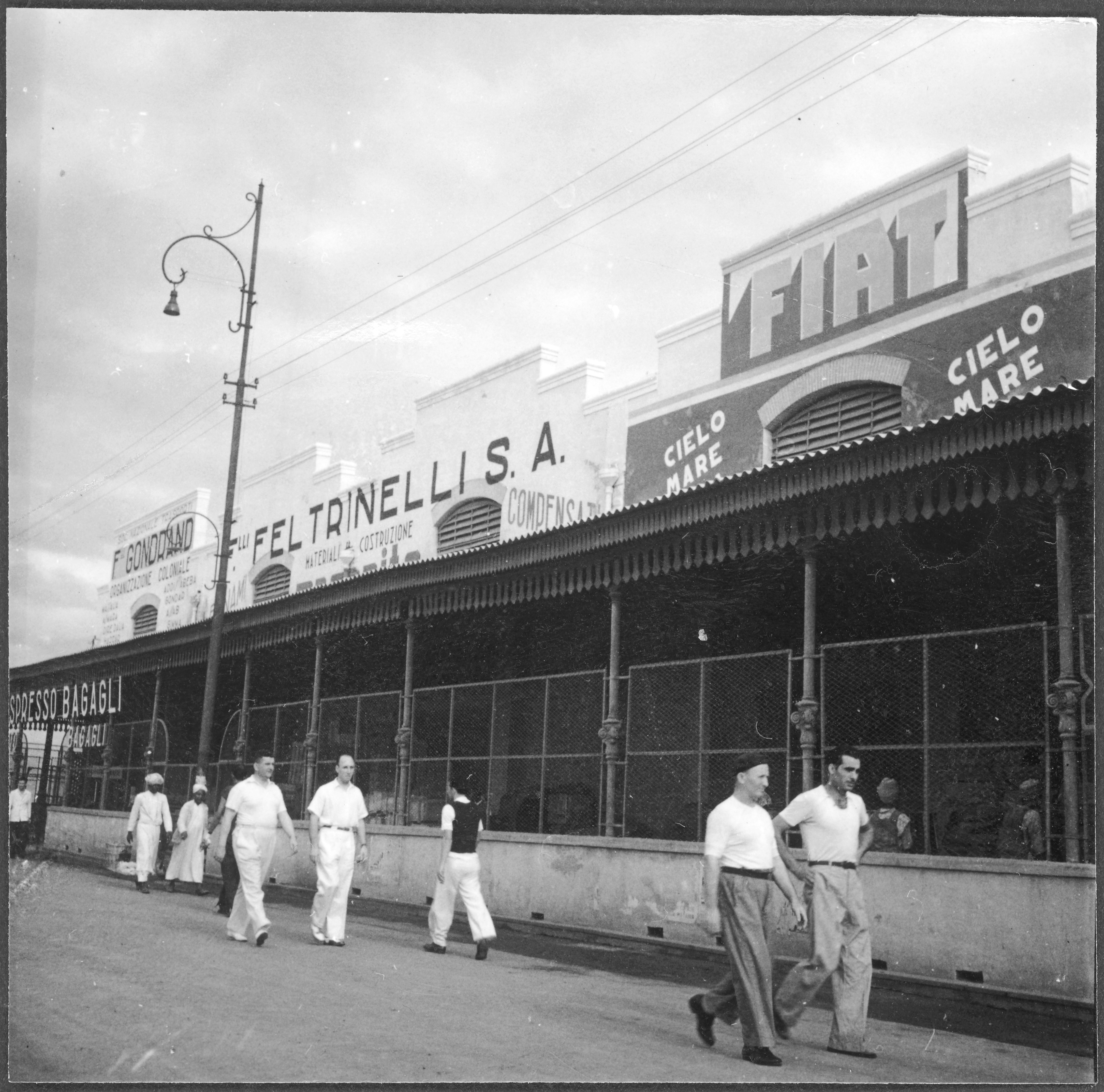
마사와의 이탈리아 정착민

1940년 6월 10일, 무솔리니는 영국과 프랑스에 선전포고를 했다. 양 국가는 그 이전 해 9월부터 나치 독일과 전쟁 중이었다. 1940년 7월, 이탈리아 외무부장관 차노는 히틀러에게 코르시카, 니스, 몰타 합병, 튀니지에 보호령 설치 및 알제리 동부 지역에 완충 지대 확보, 레바논, 팔레스타인, 시리아, 트랜스요르단 지역 내 이탈리아 군기지 설치 및 군 활동권 독립 및 해당 지역 내 석유 회사들의 탐사권, 아덴, 페림, 소코트라 등의 군사적 점령, 키프로스를 그리스에 넘겨주는 대가로 이오니아 제도와 츠하메리아를 이탈리아에 양도, 영국령 소말리아, 지부티, 우방기샤리까지 이르는 프랑스령 적도 아프리카를 이탈리아에 양도 등을 포함한 이탈리아의 전쟁 목표의 목록들을 히틀러에게 전했으며, 또한 차노는 해당 만남에서 이탈리아가 케냐, 우간다 또한 원한다고 덧붙였다. 히틀러는 어떠한 약속도 하지 않았다.
1940년 10월, 무솔리니는 알바니아부터 시작되는 이탈리아 침공을 명령했으나, 이 작전은 성공적이지는 않았다. 1941년 4월, 독일은 유고슬라비아 침공을 벌였고 그 뒤 그리스를 공격했다. 이탈리아와 다른 독일 동맹국은 양 작전 모두를 지원했다. 독일군과 이탈리아군은 약 2주간 유고슬라비아를 휩쓸었으며, 그리스에서는 영국의 지원이 있긴 했지만, 추축군은 4월 말에 그리스를 초토화했다. 이탈리아는 유고슬라비아와 그리스 등의 일부 지배권을 얻었다. 사보이아 왕가의 제4대 아오스타 공작 아이모네 대공이 새롭게 만들어진 크로아티아 독립국의 왕으로 임명되었다.
영국 본토 항공전이 정점에 다다랐을 때, 이탈리아군은 수에즈 운하 장악을 목표로 이탈리아 침공을 벌였다. 1940년 9월 16일경, 이탈리아군은 국경을 넘어 100 킬로미터 (60 mi) 전진했다. 하지만 12월에, 영국군도 컴퍼스 작전을 실시하였고, 1941년 2월경, 영국군은 이탈리아 제10 야전군을 가로 막으며 리비아로 몰아냈다. 독일의 개입은 리비아와 추축 동맹군의 공격 붕괴를 막았고 엘 알라메인에서 멈출 때까지 영국군을 1942년 4월까지 이집트로 밀어냈다. 비시 프랑스의 모로코 및 알제리에 대한 연합군의 개입은 두 개 전선을 만들어냈다. 독일과 이탈리아 병력은 이에 대응해 1942년 말에 튀니지로 진격했지만, 이집트의 병력은 얼마 안 되어 리비아로 퇴각을 해야만 했다. 1943년 5월경 튀니지의 추축군은 항복을 할 수밖에 없었다.
동아프리카 전역은 이탈리아 군대가 영국이 지배하던 케냐, 영국령 소말리아, 수단으로 진격하며 시작됐다. 1940년 여름, 이탈리아 병력은 영국령 소말리아 전역을 성공적으로 침공했다. 그러나, 1941년 봄, 영국 측이 반격을 가했고 이탈리아령 동아프리카까지 깊숙이 밀어냈다. 5월 5일경, 에티오피아의 하일레 셀라시에 1세가 왕위를 되찾기 위해 아디스 아바바로 돌아왔다. 11월, 마지막 남은 이탈리아의 조직적 저항은 곤다르 함락으로 끝이 나고 말았다. 하지만, 동아프리카령 식민지의 항복 이후에도, 일부 이탈리아인들은 2년 이상 이어진 게릴라전을 이어나갔다.
1942년 11월, 독일군이 안톤 작전 중에 비시 프랑스를 점령하자, 이탈리아의 프랑스 점령지는 코르시카까지 그 범를 늘렸다.

### 제국의 끝

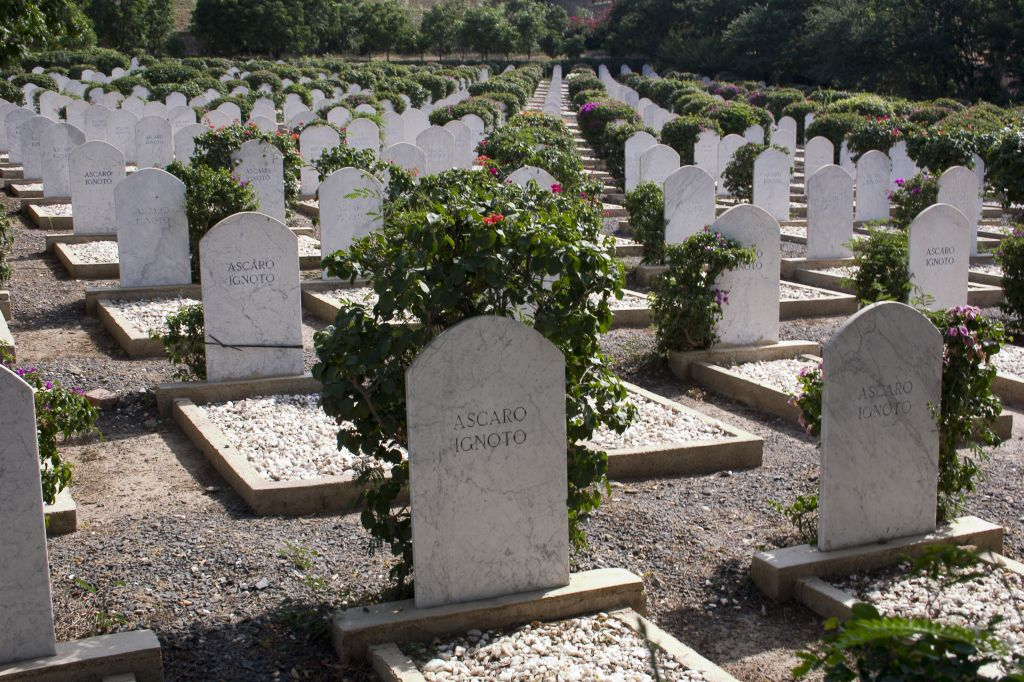
에리트레아 케렌의 이탈리아 전쟁 공동묘지

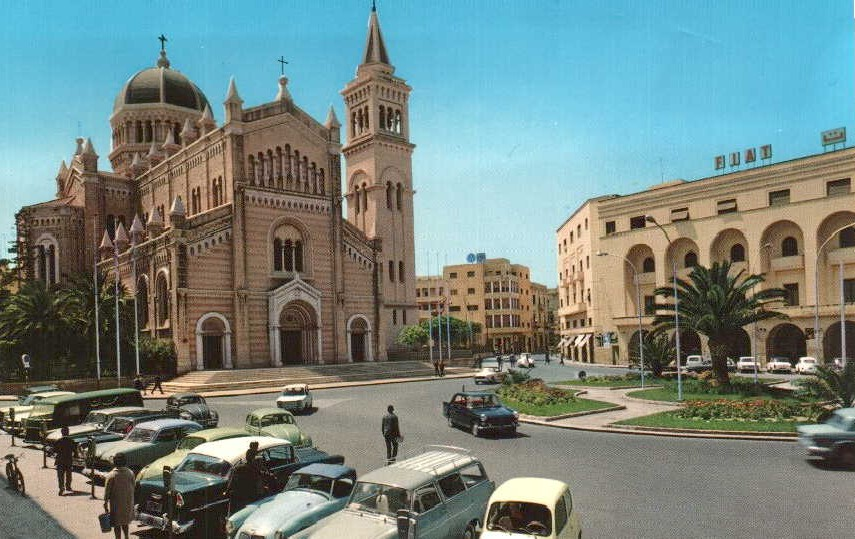
1960년대 트리폴리 대성당과 옛 FIAT 센터

1943년 가을, 이탈리아 제국과 모든 이탈리아 제국주의의 꿈이 사실상 끝나게 되었다. 5월 7일, 튀니지의 추축군의 항복과 그 주변으로 계속된 이탈리아군의 패전은 비토리오 에마누엘레 3세로 하여금 무솔리니의 제거 계획을 세우게 했다. 시칠리아 침공 이후로, 무솔리니에 대한 모든 지지가 사라졌다. 파시즘 대평의회의 회의가 7월 24일에 열렸고, 무솔리니에 대한 불신임 투표가 가까스로 부쳐졌다. 그 뒤에 '두체'는 오후가 지나 자리에서 물러났고 체포되었다. 그 다음, 무솔리니는 9월 12일까지 죄수로 있다가 히틀러의 명으로 독일 공수 부대에 의해 구출되어 이탈리아 사회 공화국의 지도자가 되었다.
7월 25일 이후, 국왕과 육군 원수 피에트로 바돌리오가 이끄는 새로운 이탈리아 정부는 겉으로는 추축군의 일부로 남아 있었다. 그렇지만, 비밀리에, 연합군과 협상을 시작했다. 연합군의 이탈리아 침공이 시작되었던, 살레르노 상륙이 시작됐을 무렵, 새로운 이탈리아 정부는 비밀리에 연합군과 휴전 협정을 맺었다. 9월 8일, 휴전 협정이 공식화되었다. 알바니아, 유고슬라비아, 도데카네스 제도, 그 외 이탈리아 측이 보유하고 있던 영토들에서 독일군은 옛 이탈리아 동맹군을 공격하며 이탈리아의 통치를 끝냈다. 도데카니사 전역에서, 이탈리아 군대와 합동으로 도데카네스 제도를 회복하려는 연합군의 시도는 모두 독일군의 승리로 끝이 났다. 중국에서, 일본 제국군이 협정 소식을 듣자 텐진의 이탈리아 조계지를 점령하였다. 1943년 하반기에 이탈리아 사회 공화국은 일본의 허수아비 정권인 왕징웨이가 이끌던 중화민국 난징 국민정부에 공식적으로 조계지의 소유권을 넘겼다.
1947년, 이탈리아와의 휴전 협정은 당시 완전하게 무너졌던 제국을 공식적으로 막을 내렸다. 마지막 남은 이탈리아 식민지였던 트폴리타니아 (이탈리아령 리비아의 주)를 유지하려던 논쟁이 있었으나, 성공적이지는 못했다. 1949년 11월, 당시 영국의 군정청 치세에 있던 옛 이탈리아령 소말리아가 이탈리아 행정 당국의 관리 하 10년간 국제연합의 신탁통치령이 되었다 (소말리아 신탁통치령). 1960년 7월 1일, 소말리아는 독립국 소말리아 공화국을 형성하기 위해 영국령 소말릴란드와 합병되었다.

## 옛 식민지, 보호령, 점령지

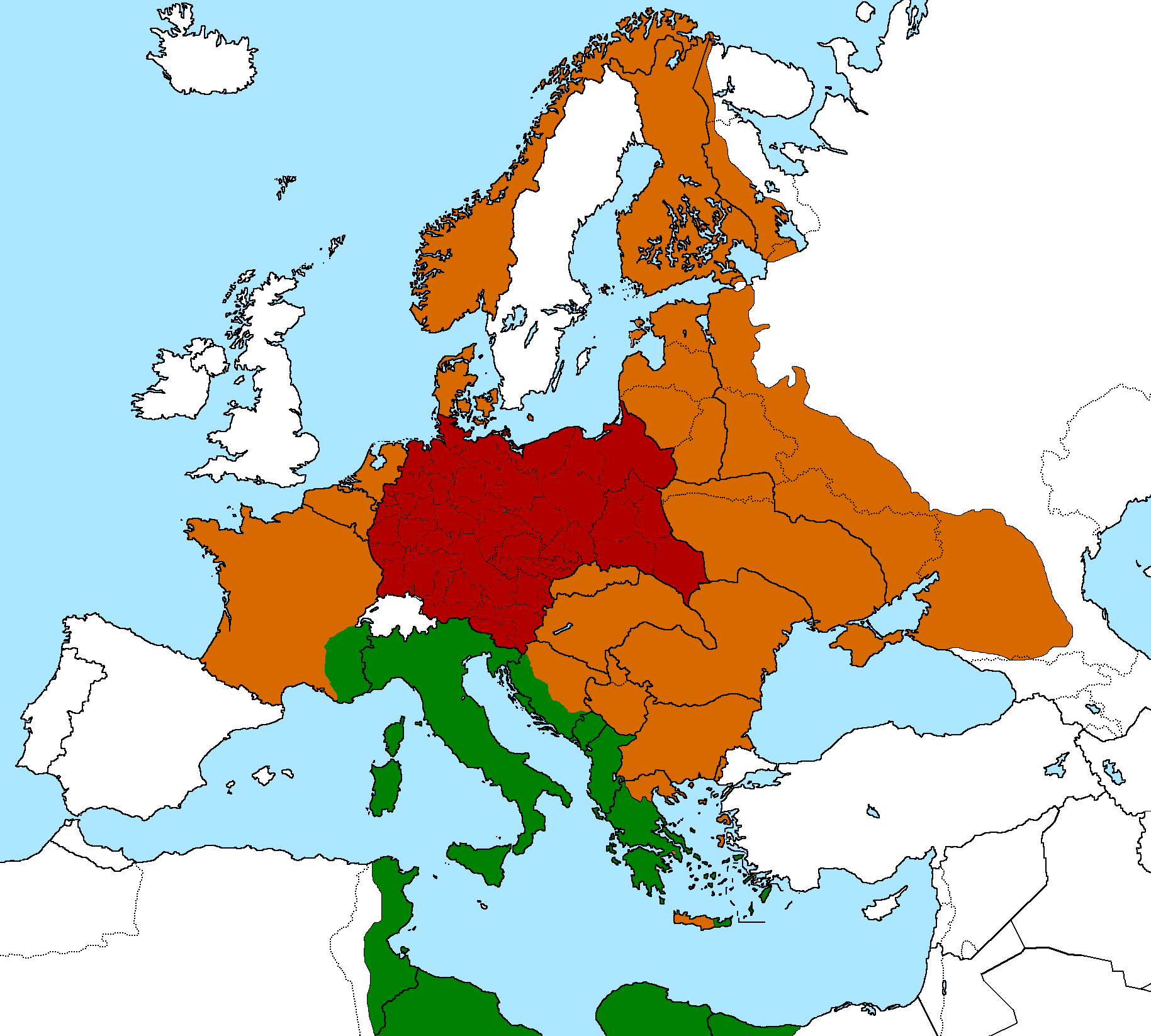
1942년 점령지와 대이탈리아 (녹색), 독일 동맹군 (적색의 대독일) 및 국가판무관부 (갈색)

- 이탈리아령 에리트레아 (1882년–1947년)
- 이탈리아령 소말리아 (1889년–1947년)
- 올트레 지우바 (1924년-1926년)
  - 소말리아 신탁통치령 (1950년–1960년)
- 리비아 (1911년–1947년)
  - 이탈리아령 트리폴리타니아, 이탈리아령 키레나이카 (1911년–1934년)
  - 이탈리아령 리비아 (1934년–1943년)
- 트란스유바 (1924년–1926년)
- 이탈리아령 동아프리카 (1936년–1941년)
- 이탈리아령 에티오피아 (1936년–1941년)
- 이탈리아의 중국 조계지
  - 이탈리아의 텐진 조계지 (1901년–1943년)
- 이탈리아령 알바니아 (1917년–1920년, 1939년–1943년)
- 이탈리아령 에게해 제도 (1912년–1947년)
- 이탈리아의 프랑스 점령 (1940년–1943년)
  - 이탈리아의 코르시카 점령 (1942-1943년)
- 크로아티아 독립국 (1941년–1945년)
- 이탈리아령 몬테네그로 (1941년–1943년)
- 그리스국 (1941년–1943년)
- 튀니지 (1942년–1943년)

## 참조
1. ↑  질병으로 사망한 자들을 포함해 이탈리아군, 에리트레아군, 소말리아군 사망자 총 9,000명으로 추산된다.[21]
2. ↑  9대의 이탈리아 항공기가 전쟁 기간 전투 및 지원 임무를 위해 출격됐다.[26]  게다가, 이탈리아의 비행선 'P2'와 'P3' 등이 이탈리아-튀르크 전쟁 중 잔주르 전투에서 오스만군의 기병대를 발견하고 극도의 효율적인 폭격을 가하며, 이 전투에서 이탈리아군의 공세에 중요한 기여를 하였다. 역사상 전투 중 최초로 전사한 파일럿이 이 전쟁 당시 정찰 비행 중에 격추당하며 발생하였다.[26]

## 참고 문헌
- Andall, Jacqueline and Derek Duncan, eds. (2005). Italian Colonialism: Legacy and Memory.
- Ben-Ghiat, Ruth and Mia Fuller, eds.  (2005). Italian Colonialism.
- Betts, Raymond (1975). 《The False Dawn: European Imperialism in the Nineteenth Century》. University of Minnesota. ISBN 9780816607624.
- Barker, A. J. (1971). 《The Rape of Ethiopia》. Ballantine Books.
- Bosworth, R. J. B. (2005). 《Mussolini's Italy: Life Under the Fascist Dictatorship, 1915–1945》. Penguin Books. ISBN 9781594200786.
- Clodfelter, M. (2017). 《Warfare and Armed Conflicts: A Statistical Encyclopedia of Casualty and Other Figures, 1492–2015》 4판. Jefferson, North Carolina: McFarland. ISBN 978-0786474707.
- Dickson, Keith (2001). 《World War II For Dummies》. Wiley Publishing, INC. ISBN 9780764553523.
- Finaldi, Giuseppe (2016). A History of Italian Colonialism, 1860–1907: Europe’s Last Empire (Taylor & Francis).
- Hofmann, Reto (2015). The Fascist Effect: Japan and Italy, 1915–1952 (Cornell UP) online</ref>
- Jowett, Philip (1995). 《Axis Forces in Yugoslavia 1941–45》. Osprey Publishing.
- Jowett, Philip (2001). 《The Italian Army 1940–45 (2): Africa 1940–43》. Osprey Publishing.
- Kelly, Saul (2000). "Britain, the United States, and the end of the Italian empire in Africa, 1940–52." Journal of Imperial and Commonwealth History 28.3: 51–70.
- Kelly, Saul (2000). Cold War in the Desert: Britain, the United States & the Italian Colonies, 1945–52.
- Killinger, Charles (2002). 《The History of Italy》. Greenwood Press. ISBN 9780313314834.
- Lowe, C.J. (2002). 《Italian Foreign Policy 1870–1940》. Routledge.
- McGuire, Valerie (2020). Italy's Sea: Empire and Nation in the Mediterranean, 1895–1945 (Liverpool University Press).
- Marinelli, Maurizio and Giovanni Andornino (2014). Italy's Encounter with Modern China: Imperial dreams, strategic ambitions, New York: Palgrave Macmillan.
- Pakenham, Thomas (1992). 《The Scramble for Africa: White Man's Conquest of the Dark Continent from 1876 to 1912》. New York: Perennial. ISBN 9780380719990.
- Palumbo, Patrizia (2003). Place in the Sun: Africa in Italian Colonial Culture from Post-Unification to the Present, since 1860.
- Peretti, Luca (2024). “Built to last? Material legacies of Italian colonialism. Interviews with Ruth Ben-Ghiat, Alessandra Ferrini, Viviana Gravano, Hannes Obermair, Resistenze in Cirenaica, Igiaba Scego, and Colletivo Tezeta”. 《Interventions. International Journal of Postcolonial Studies》 (Taylor & Francis): 1–17. doi:10.1080/1369801X.2023.2292165.
- Pergher, Roberta (2017). Mussolini's Nation-Empire: Sovereignty and Settlement in Italy's Borderlands, 1922–1943 (Cambridge UP).
- Poddar, Prem, and Lars Jensen, eds. (2008). A historical companion to postcolonial literatures: Continental Europe and Its Empires (Edinburgh UP), "Italy and its colonies" pp 262–313. excerpt
- Renzi, William A.  (1968). "Italy's neutrality and entrance into the Great War: a re-examination." American Historical Review 73.5: 1414–32.  online
- Shinn, Christopher A. (2016). "Inside the Italian Empire: Colonial Africa, Race Wars, and the ‘Southern Question’", in Shades of Whiteness (Brill), pp. 35–51.
- Srivastava, Neelam (2018). Italian Colonialism and Resistances to Empire, 1930–1970 (Palgrave Macmillan).
- Steinmetz, George (2018). "Ruth Ben-Ghiat’s Italian Fascism’s Empire Cinema." American Journal of Cultural Sociology 6.1: 212–22 online.
- Tripodi, Paolo (1999). Colonial Legacy in Somalia: Rome & Mogadishu from Colonial Administration to Operation Restore Hope, covers 19th century to 1999.
- Wright, Patricia (1973). "Italy's African Dream: Part I, The Adowa Nightmare". History Today (Mar), Vol. 23, Issue 3, pp. 153–60, online:
  - "Italy's African Dream. Part 2: Fatal Victory, 1935–6." History Today (April 1973), Vol. 23, Issue 4, pp. 256–65.
  - "Italy's African Dream. Part 3: Nemesis in 1941," History Today (May 1973), Vol. 23, Issue 5, pp. 336–34.